# Dashiell Hammett
Samuel Dashiell Hammett (Saint Mary’s megye, Maryland 1894. május 27. – New York, 1961. január 10.) amerikai író. A bűnügyi regény műfaját feltaláló Edgar Allan Poe mellett a másik alapító atyának tekintett szerző, aki igazi radikális szemléletváltást hozott a krimibe, mivel különbejáratú iskolát teremtett, neve pedig számtalan követője kapcsán máig visszaköszön.

## Élete
A háború miatti megszakításokkal hat évig a Pinkerton detektívügynökségnél dolgozott, nyomozóként szerzett tapasztalatai óriási hatást gyakoroltak egész pályájára. A Peter Collinson álnevet is használó, karcos párbeszédekkel és tömör leírásokkal dolgozó író karrierje 1922 végén kezdődött, hogy több ponyvamagazint (főleg a felbecsülhetetlen értékű Black Masket) megjárva körülbelül tíz év múlva lényegében véget is érjen: az 1930-as évek közepétől magán- és közéleti, ill. politikai konfliktusok uralkodtak el életében, míg végül 1961-ben régóta gyengélkedő szervezete megadta magát a tüdőráknak.
Azon túl, hogy minden könyve megfilmesítésre került (élen A máltai sólyommal) a szerző regény- és mozi hős is lett (Joe Gores Hammett című munkája fikcióba oltott, kvázi életrajzi történet, mely alapjául szolgált Wim Wenders adaptációjának); de helyét a krimi irodalomban mindezek nélkül is örökre elfoglalta.

## Munkássága
Hammett részben halhatatlan magánnyomozójának, Sam Spade-nek köszönheti hírét: A máltai sólyom sokat látott, cinikus főhőse a krimi irodalom egyik ikonjává vált; de hasonlóan nemes rangot ért el a névtelen Continental Op (a Véres aratás, Az átok, illetve számos novella hőse) is, és többek Az üvegkulcsban szereplő Ned Beaumontot (aki az író egyéni kedvence volt, és részben magáról mintázta), valamint A cingár feltaláló-beli Charles-házaspárt (kiknek népszerűsége hatrészes filmsorozatot szült) is jelentős figuráknak tartják. A szerző személye egybeforrt a hard-boilednak keresztelt krimi-irányzattal, és alkotók hosszú sorát inspirálta Raymond Chandlertől Ross Macdonaldon át Robert B. Parkerig; az ide tartozó történetek a műfajban korábban uralkodó, steril arisztokrata közeg helyébe a realisztikusabb, mocskos nagyvárosi alvilágot helyezték, a gyakran műviesnek ható gyilkosságokat pedig valódiakra cserélték. Hammett magánnyomozói kemény, harcedzett alakok, akik – ha kell – két csípős egysoros között akár ölre is mennek a rosszfiúkkal, mindeközben pedig egyvalamit végig szem előtt tartanak: saját, kikezdhetetlen erkölcsi kódexüket.

### Regényei
- Véres aratás (1929, magyar kiadás: Magvető, 1978)
- Az átok (1929, magyar kiadás: MAHIR/RTV, 1990)
- A máltai sólyom (1930, első magyar kiadás: Athenaeum, 1936, második magyar kiadás: Európa, 1967, harmadik magyar kiadás: Agave, 2009, negyedik magyar kiadás: 21. Század, 2018)
- Az üvegkulcs (1931, magyar kiadás: Magvető, 1976)
- A cingár feltaláló (1934, első magyar kiadás Gyilkossággal kezdődik címen: Athenaeum 1936, második magyar kiadás: Európa, 1972)

### Novelláskötetei
- The Adventures of Sam Spade: And Other Stories (1944)
- The Continental Op (1945)
- Hammett Homicides (1946)
- Dead Yellow Women (1947)
- A férfi, akit Spade-nek hívtak (Nightmare Town, 1999, magyar kiadás: Agave, 2008)
- Crime Stories: And Other Writings (2001)
- Dashiell Hammett: A Retrospective Anthology (2004)
- Vintage Hammett (2005)
- Lost Stories (2005)

## Magyarul
- Gyilkossággal kezdődik; ford. Pálóczi Horváth György; Athenaeum, Bp., 1934 (Az Athenaeum detektív és kalandor regényei)
- A máltai sólyom; ford. Faludi Miklós; Athenaeum, Bp., 1935 (Az Athenaeum detektívregényei, 19.)
- A cingár feltaláló. Bűnügyi regény; ford. B. Nagy László; Európa, Bp., 1972
- Az üvegkulcs; ford. Szíjgyártó László; Magvető, Bp., 1976 (Albatrosz könyvek)
- Véres aratás; ford. Szíjgyártó László; Magvető, Bp., 1978 (Albatrosz könyvek)
- Az átok; MAHIR–RTV, Bp., 1990 (Denevér könyvek)
- A férfi, akit Spade-nek hívtak; ford. Bényei Tamás et al.; Agave Könyvek, Bp., 2008
- A máltai sólyom; ford. Faludi Miklós; Agave Könyvek, Bp., 2009
- A tizedik nyom; ford. Szabó Mihály István, Varga Bálint; Agave Könyvek, Bp., 2013
- A máltai sólyom; ford. Lénárt Edna; 21. Század Kiadó, Bp., 2018

### Egyéb
- X-9 titkosrendőr; szöveg Dashiell Hammett nyomán Leslie Charteris, Don Moore, rajz Alex Raymond, Allen Dean; s.n., s.l., 2021 (Képregénymúzeum)